# Epsilonella gracilis
Epsilonella gracilis är en rundmaskart som beskrevs av Steiner 1931. Epsilonella gracilis ingår i släktet Epsilonella och familjen Epsilonematidae. Inga underarter finns listade i Catalogue of Life.